# Neacomys dubosti
Neacomys dubosti é uma espécie de roedor da família Cricetidae. Pode ser encontrada no Brasil, Suriname e Guiana Francesa.